# ガスコネイド郡 (ミズーリ州)
ガスコネイド郡（英: Gasconade County）は、アメリカ合衆国ミズーリ州の中央部東、ミズーリ川の南岸に位置する郡である。2010年国勢調査での人口は15,222人であり、2000年の15,342人から0.8％減少した。郡庁所在地はハーマン市（人口2,431人）であり、同郡で人口最大の都市でもある。ガスコネイド郡は1820年11月25日に設立され、郡名はガスコネイド川に因んで名付けられた。ミズーリ川の両岸に跨るミズーリ・ラインランドと呼ばれる地域に属しており、東部郡境近くはセントルイス大都市圏の準郊外地域とも考えられる。
1983年に指定されたハーマン・ブドウ栽培地域の中にあり、また郡南部は1987年に指定されたさらに大きなオザーク高原ブドウ栽培地域に入っている。

## 郡名の由来
ガスコネイド郡とガスコネイド川はフランス語を話す開拓者が名付けた。彼らはこの地域がヌーベルフランスのフランス領ルイジアナだった時代に、フランス南西部のガスコーニュ地方から移民してきていた。
ミズーリ大学の英語学教授ロバート・L・ラムゼーに拠れば、地域のフランス人移民はガスコーニュ地方の出身者として誇り高い性格だったので、「ガスコーニュのような」という意味で、ガスコネイドと名付けた。

## 地理
アメリカ合衆国国勢調査局に拠れば、郡域全面積は526.09平方マイル (1,362.6 km2)であり、このうち陸地520.67平方マイル (1,348.5 km2)、水域は5.43平方マイル (14.1 km2)で水域率は1.03％である。

### 主要高規格道路
- アメリカ国道50号線
- ミズーリ州道19号線
- ミズーリ州道28号線
- ミズーリ州道100号線

### 隣接する郡
- モンゴメリー郡 - 北
- ウォーレン郡 - 北東
- フランクリン郡 - 東
- クロウフォード郡 - 南東
- フェルプス郡 - 南
- マリーズ郡 - 南西
- オーセージ郡 - 西
- キャラウェイ郡 - 北西、ミズーリ川の1点のみ

## 人口動態
以下は2000年の国勢調査による人口統計データである。
| 基礎データ - 人口: 15,342人 - 世帯数: 6,171 世帯 - 家族数: 4,288 家族 - 人口密度: 11人/km2（30人/mi2） - 住居数: 7,813軒 - 住居密度: 6軒/km2（15軒/mi2） 人種別人口構成 - 白人: 98.69% - アフリカン・アメリカン: 0.12% - ネイティブ・アメリカン: 0.18% - アジア人: 0.16% - 太平洋諸島系: 0.01% - その他の人種: 0.14% - 混血: 0.70% - ヒスパニック・ラテン系: 0.42% 年齢別人口構成 - 18歳未満: 24.8% - 18-24歳: 6.9% - 25-44歳: 25.9% - 45-64歳: 23.7% - 65歳以上: 18.8% - 年齢の中央値: 40歳 - 性比（女性100人あたり男性の人口） - 総人口: 94.6 - 18歳以上: 92.9 | 世帯と家族（対世帯数） - 18歳未満の子供がいる: 31.0% - 結婚・同居している夫婦: 58.0% - 未婚・離婚・死別女性が世帯主: 7.6% - 非家族世帯: 30.5% - 単身世帯: 27.0% - 65歳以上の老人1人暮らし: 14.6% - 平均構成人数 - 世帯: 2.44人 - 家族: 2.95人 収入と家計 - 収入の中央値 - 世帯: 35,047米ドル - 家族: 41,518米ドル - 性別 - 男性: 29,659米ドル - 女性: 20,728米ドル - 人口1人あたり収入: 17,3198米ドル - 貧困線以下 - 対人口: 9.5% - 対家族数: 7.0% - 18歳未満: 11.2% - 65歳以上: 10.0% |

## 都市と町
| - ブランド - ガスコネイド | - ハーマン - 郡庁所在地 - モリソン | - マウントスターリング - オーウェンズビル | - ローズバッド |  |

## 政治

### 地方
ガスコネイド郡の地方レベルでは共和党が大半の政治を支配しており、郡の選挙で選ばれる役職は1人を除いて独占している。

#### 国政
大統領選挙のレベルでは州内でも最大級に共和党支持の郡である。南北戦争前以来、民主党の大統領候補が郡を制したことはない。
ガスコネイド郡は州内北東部の田園部にある郡と同様、社会的かつ文化的に保守的政策を強く支持しており、共和党に投票する傾向がある。2004年の州民投票では、結婚を男と女の結合として定義する州憲法改正案をガスコネイド郡は76.48％という圧倒的多数で賛成した。州全体でも71％の賛成で可決し、ミズーリ州は同性結婚を禁止する最初の州になった。2006年の州民投票では、胚性幹細胞の研究を予算化し、合法化する憲法改正案が掛けられたが、ガスコネイド郡では58.61％が反対した。州全体では51%の賛成と辛うじて改正が成立し、胚性幹細胞の研究を最初に認めた州の1つになった。郡民は伝統的に社会問題に保守的であるが、最低賃金の増加のような人民主義的施策は支持する傾向にある。やはり2006年の州民投票で最低賃金を時間あたり6.50ドルに増やす命題については、ガスコネイド郡では74.74％が支持した。この命題は州内のどの郡でも支持され、75.94％が賛成した。

#### 2008年大統領予備選挙
2008年の大統領予備選挙で、ガスコネイド郡は共和党のジョン・マケインと民主党のヒラリー・クリントンを選んだ。民主党の予備選挙ではヒラリー・クリントンが1位となり、さらに共和党予備選挙で各候補に投じられた票数よりも多かった。